# Rivière à la Loutre (vattendrag i Kanada, lat 47,52, long -79,48)
Rivière à la Loutre är ett vattendrag i Kanada.   Det ligger i provinsen Québec, i den sydöstra delen av landet, 400 km nordväst om huvudstaden Ottawa.
Omgivningarna runt Rivière à la Loutre är en mosaik av jordbruksmark och naturlig växtlighet. Runt Rivière à la Loutre är det glesbefolkat, med 9 invånare per kvadratkilometer.